# هالیک بانک
هالیک بانک (به قزاقی: Қазақстан Халық Жинақ Банкі) سومین بانک بزرگ در قزاقستان است، که فعالیت‌های آن، در زمینه ارائه خدمات، بانکداری تجاری و بانکداری خرد، متمرکز می‌باشد. این بانک، مهم‌ترین موسسه مالی بین‌المللی قزاقستان محسوب می‌شود، که در حوزه صدور مسترکارت و ویزا کارت و سایر خدمات بانکی فعالیت گسترده‌ای در کشورهای قزاقستان، قرقیزستان، روسیه و گرجستان دارا می‌باشد.
ریشه‌های تأسیس هالیک بانک به سال ۱۹۲۳ بازمی‌گردد. این بانک در دوران اتحاد جماهیر شوروی سوسیالیستی به‌عنوان شعبه‌ای از اسبربانک روسیه و تحت نام اسبربانک قزاقستان، فعالیت می‌کرد. پس از استقلال قزاقستان از اتحاد جماهیر شوروی، برای مدتی به‌عنوان بانک مرکزی قزاقستان فعالیت نمود، که در سال ۱۹۹۵ بزرگترین بانک این کشور بوده و کلیه سهام آن در اختیار دولت قزاقستان قرار داشت. 
در سال ۱۹۹۸ بخشی از سهام آن در بازار بورس قزاقستان عرضه گردید. در حال حاضر دولت قزاقستان با در اختیار داشتن ۳۳٫۳٪ درصد از سهام هالیک بانک، کماکان بزرگترین سهام‌دار آن به‌شمار می‌آید. شعبه مرکزی این بانک در شهر آلماآتی، قزاقستان قرار دارد.